# Рафики (филм)
Рафики (Swahili) је кенијски драмски филм из 2018. године у режији Ванури Кахиу. Рафики је прича о романси која расте између двеју младих жена, Кена и Зики, усред породичних и политичких притисака око ЛГБТ права у Кенији. Филм је имао своју међународну премијеру у одељку Ун Одређени аспекти на Филмском фестивалу у Кану 2018  ; то је био први кенијски филм који је приказан на фестивалу.

## Премиса
Кена помаже свом оцу Јохну Мваури да води малу продавницу у Најробију док води кампање за локалне изборе. Кена живи са мајком која заправо није у вези са Јохном. Кена почиње да кокетира са Зики-јем, девојком из суседства са шареном косом, која је, такође, ћерка Петера Окемија, Џон-овог политичког ривала. Кена и Зики имају неколико романтичних састанака и брзо постају врло блиски, али постоје тензије око исказивања њихове наклоности у јавности јер је хомосексуалност у Кенији незаконита.
Зикиини пријатељи постају љубоморни што она проводи толико времена са Кеном, а када нападну Кена, Зики је брани. Зики води Кена кући да јој превија ране, али Зикијева мама хвата их како се љубе. Они бјеже заједно да се сакрију, али проналазе их градски трачеви, који доносе љуту руљу да нападну две дјевојке. Обе су ухапшенe и мораће их покупити њихови очеви. Зики више не може да поднесе Кену, а родитељи је шаљу да живи у Лондону. Џон одбија да пусти Кену да преузме кривицу за оно што се догодило, иако то значи губитак његове шансе за победу на изборима.
Неколико година касније, Кена је испунила свој сан да постане лекар и јави се да се Зики вратила у град. Филм се завршава баш као што су поново уједињени: након свих ових година њихова љубав није умрла.

## Улоге
- Саманта Мугатца -Кена
- Шеијла Мунива -Зики
- Невиле Мисати -Блакста
- Нини Вацера -Мерси
- Џими Гату -Џон Маура
- Чарли Каруми -Ваирери
- Мутони Гатеча -Мама Атим

## Производња
Филм је инспирисан кратком причом Цаине наградне награде „Дрво Јамбула “ из 2007. године Уганданске Монице Арац де Ниеко . Назив филма Рафики (што значи "пријатељ" у свахили ) је изабран, јер партнери у истог пола односа због хомофобије у друштву често треба да уведе свог партнера као "пријатеља", чак и ако су више од пријатеља.
Било је потребно неколико година да се пронађе финансирање за продукцију филма. Филмаши су у почетку покушали да добију средства у Кенији, али то није било могуће, па су пронашли партнере у копродукцији у Европи, као и финансирање из Либана и Сједињених Држава.
Боје су играле важну улогу у кинематографији и уметничком режији филма. Режисери су желели да покажу да је Најроби веома живописан град, због чега у филму постоји много боја. Призори интимности између Кене и Зикија приказани су у нежнијим пастелним бојама, а не у јаким колористичким контрастима осталих сцена. Ружичаста боја је истакнута у филму како би се показало да је женки речено из женског погледа .
То је био први филм Саманте Мугатсиа као глумица. Кахиу ју је открио на забави код пријатеља и тражио је на аудицији за улогу, јер има неке карактеристике лика Кена. Схеила Муниива раније је глумила у филмовима.

## Забрана у Кенији
Рафики је забрањен од стране класификацију филмова одбора Кенија (КФЦБ) "због своје хомосексуалне теме и јасном намером да се промовише лезбејство у Кенији у супротности са законом". Одбор је тражио од режисера филма да промени крај, јер је био превише наде и позитиван. Кахиу је то одбио, што је довело до забране филма. КФЦБ је упозорио да би свако ко се нашао у поседу филма прекршио закон у Кенији, где је геј секс кажњен са 14 година затвора. Забрана је изазвала међународно бес од стране присталица ЛГБТ права.
Редитељ филма, Ванури Кахиу, тужио је владу Кеније да дозволи да се филм прикаже и постане подобан за пријаву у Кенији као награду за доделу Академије за најбољи филм на страном језику на 91. додјели академских награда . Дана 21. септембра 2018. Врховни суд у Кенији укинуо је забрану филма за дозволу приказивања у земљи током седам дана, чиме је испунио услове за подобност. Након укидања забране филм је приказан распродатој публици у биоскопу у Најробију . Упркос укидању забране, није изабран за пријаву Кеније у категорији Филм на страном језику, уместо тога послато је Супа Модо .

## Награде
Мугатсиа је освојила награду за најбољу глумицу на ФЕСПАЦО 2019. у Оуагадоугоу, Буркина Фасо, за портрет Кена.